# Svickelsten

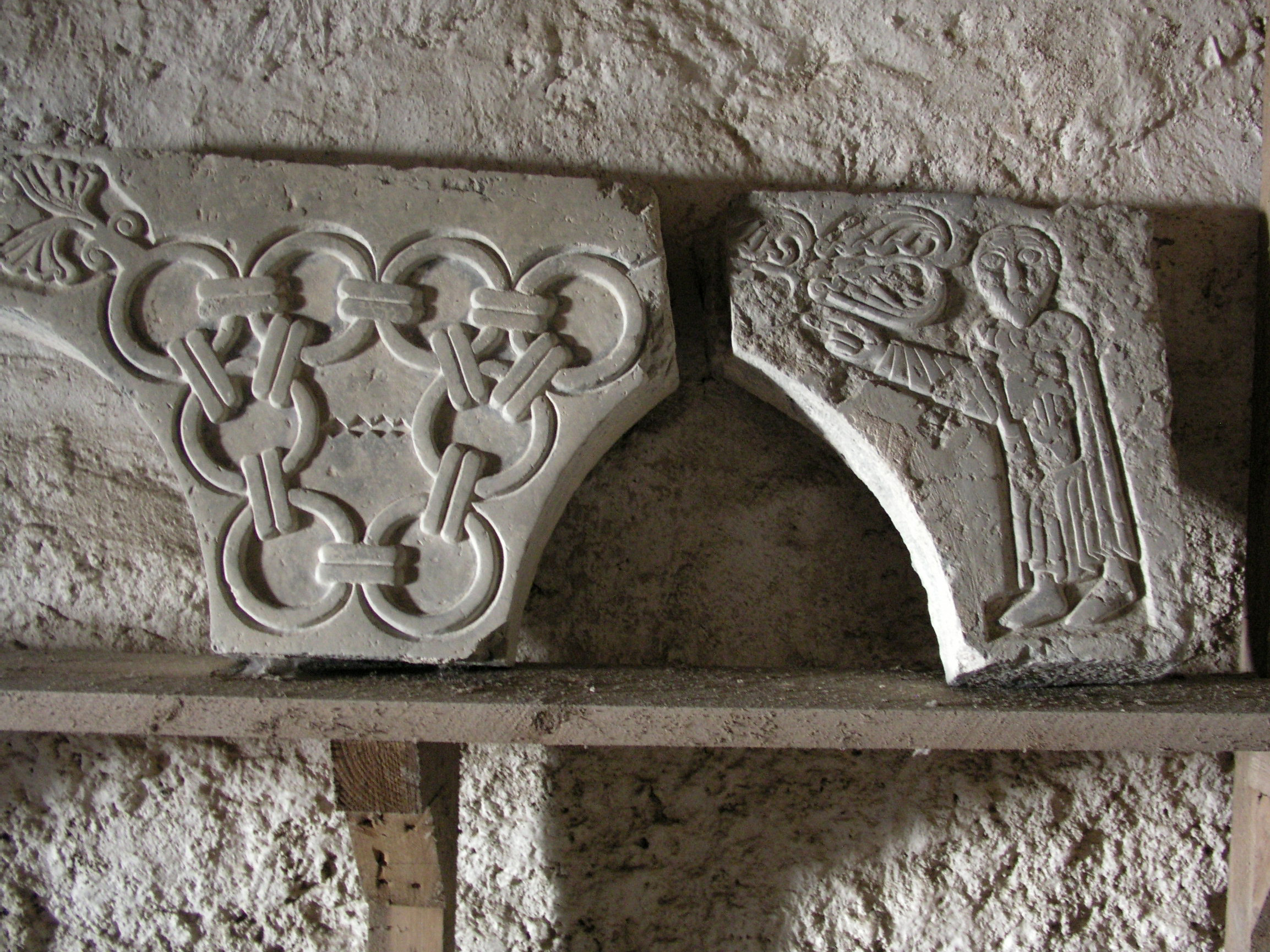
Svickelstenar funna vid Valleberga rundkyrka.

Svickelsten (av tyskans Zwickel ’kil’) används som utfyllnad i byggnadskonstruktionen mellan en rak vägg och en rund valvkonstruktion. Stenarna är ofta ornamenterade.